# Neoma Business School
Pour les articles homonymes, voir Neoma.
Neoma Business School est une grande école de commerce française, née en 2013 de la fusion des anciennes écoles Reims Management School et Rouen Business School (fondée en 1871).
Ses étudiants sont répartis sur trois campus situés à Reims, Rouen et Paris. Présidée par Michel-Édouard Leclerc, l’école bénéficie du statut d’école consulaire. Sa directrice générale est Delphine Manceau.

## Historique

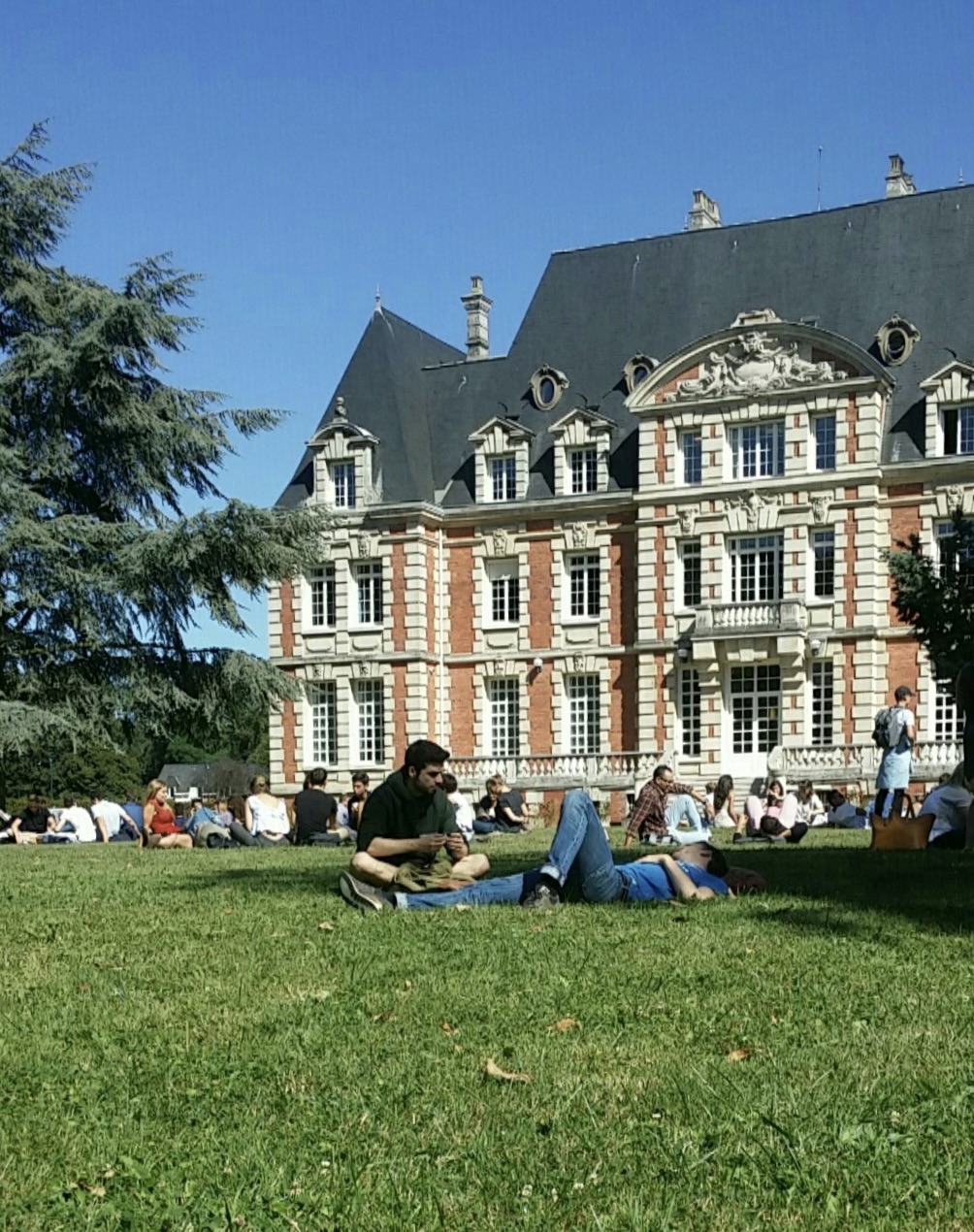
Neoma Business School - Campus de Rouen.

L'école est créée en 2013 par la fusion de l'École supérieure de commerce de Rouen et de l’École supérieure de commerce de Reims pour raisons économiques et stratégiques sous la supervision des chambres de commerce et d'industrie de Rouen et de Reims.

## Formation
L'école enseigne en bachelor et en magistère ainsi qu'en formation continue pour les chefs d'entreprise,. Elle utilise la réalité virtuelle dans ses cours de management.
Les cours peuvent être suivis en anglais dès la première année. Elle impose aux étudiants 12 mois d'expérience à l'étranger et 11 mois de stage.
En 2023, elle possède des partenariats avec 400 universités étrangères.
L'école possède 126 professeurs permanents pour le Programme Grande École. Tous sont titulaires de doctorats et 76% sont des professeurs internationaux.

## Associations et anciens élèves
L'association des anciens élèves compte 8 000 membres. L'école compte 76 200 diplômés (à la suite de la fusion de ESC Rouen + Reims) en 2024.